# Mathieu Debuchy
Mathieu Debuchy (Fretin, 28 de julho de 1985) é um ex-futebolista francês que atuava como lateral direito.

## Clubes
Integrou o Lille desde as categorias de base até janeiro de 2013, quando transferiu-se ao Newcastle United. Em julho de 2014 foi contratado pelo Arsenal por longo período.
Foi emprestado ao Bordeaux entre fevereiro e maio de 2016.

## Seleção Francesa
Estreou pela Seleção Francesa principal em 7 de outubro de 2011 ante a Albânia. Participou da Eurocopa de 2012 e da Copa do Mundo FIFA de 2014.

## Títulos
Lille
- Campeonato Francês: 2010–11
- Copa da França: 2010–11

Arsenal
- Supercopa da Inglaterra: 2014, 2015
- Copa da Inglaterra: 2016–17